# جاكوب دويل
جاكوب دويل (بالإنجليزية: Jacob Doyle)‏ هو لاعب كرة قاعدة أمريكي، ولد في 26 نوفمبر 1855 في ليسبورغ في الولايات المتحدة، وتوفي في 15 أغسطس 1941 في ليك بلوف في الولايات المتحدة.

## وصلات خارجية
- جاكوب دويل على موقع دوري كرة القاعدة الرئيسي (الإنجليزية)
- جاكوب دويل على موقعبيزبول رفرنس.كوم (الدوري الرئيسي) (الإنجليزية)
- جاكوب دويل على موقعبيزبول رفرنس.كوم (الدوري الثانوي) (الإنجليزية)
- جاكوب دويل على موقع مشجعي الرسوم البيانية (الإنجليزية)